# 融道男
融 道男（とおる みちお、1933年1月31日 - 2017年5月7日 は、日本の医学者・精神科医。専門は精神薬理学。東京医科歯科大学名誉教授。元東京医科歯科大学学生部長（副学長）。元日本精神神経学会会長。元信州大学医学部教授。学位は、医学博士（東京医科歯科大学・1969年）。

## 来歴
- 1933年 - 東京に生まれる
- 1958年 - 九州大学医学部医学科卒業
- 1969年 - 医学博士（東京医科歯科大学）[4]
- 1974年 - 東京医科歯科大学神経精神医学教室講師
- 1978年 - 国立武蔵療養所神経センター研究室長（部長）
- 1985年 - 信州大学医学部精神医学教授
- 1989年 - 東京医科歯科大学医学部神経精神医学教室教授
- 1995年 - 東京医科歯科大学学生部長（副学長）
- 1997年 - 日本精神神経学会会長
- 1998年 - 東京医科歯科大学名誉教授、メンタルクリニックおぎくぼ院長[3]

## 著書
- 『図解雑学 心と脳の関係』ナツメ社、2005年10月。ISBN 9784816340123。

## 関連人物
- 島崎敏樹
- 島薗安雄
- 西川徹